# Église Saint-Martin de Clara
L'église Saint-Martin de Clara (església de Sant Martí de Clarà en catalan), est une église d'origine préromane au cœur du village de Clara dans la commune de Clara-Villerach. Édifice simple souvent remanié, il abrite un riche mobilier. Son clocher récent est surmonté d'un campanile.

## Situation et histoire
Constituant le coeur du village de Clara l'église paroissiale Saint-Martin, à laquelle était rattachée l'Église Saint-Sylvestre de Villerach, est toujours dédiée au culte catholique et fait partie de la communauté de paroisses Saint Michel en Conflent. Elle est mentionnée en 879 comme basilica S Martini Clarinianum, les moines survivants du monastère Saint-André d'Eixalada ayant fui leur monastère détruit par une crue de la Têt s'y retrouvent pour refonder et construire l'abbaye Saint-Michel de Cuxa,. La dépendance de cette paroisse à l'abbaye Saint Michel est confirmée par trois bulles papales successives en 950, 968 et 1011. L'édifice actuel, souvent remanié, est construit ou reconstruit sur l'édifice du IXe siècle, seuls des éléments de l'abside et du chœur sont datables d'après les techniques employées du Xe siècle.

## Description

### Édifice
L'église, orientée, à nef unique, rectangulaire, mesure 17 mètres sur 9 mètres environ. L'entrée, par la façade occidentale, est précédée d'un porche appuyé sur le clocher carré placé à l'angle sud-ouest. La nef est voutée en berceau sans pilier avec une tribune appuyée sur le mur occidental, elle est séparée du chœur par un arc diaphragme légèrement brisé et trois marches[réf. nécessaire]. Le chœur, à une travée voûtée en berceau, se termine en chevet plat par un arc légèrement brisé encadrant le retable. Ce serait la partie la plus ancienne, l'appareil de pierres irrégulières et de mortier, malgré les nombreuses restaurations, évoque une construction pouvant datée du Xe siècle.

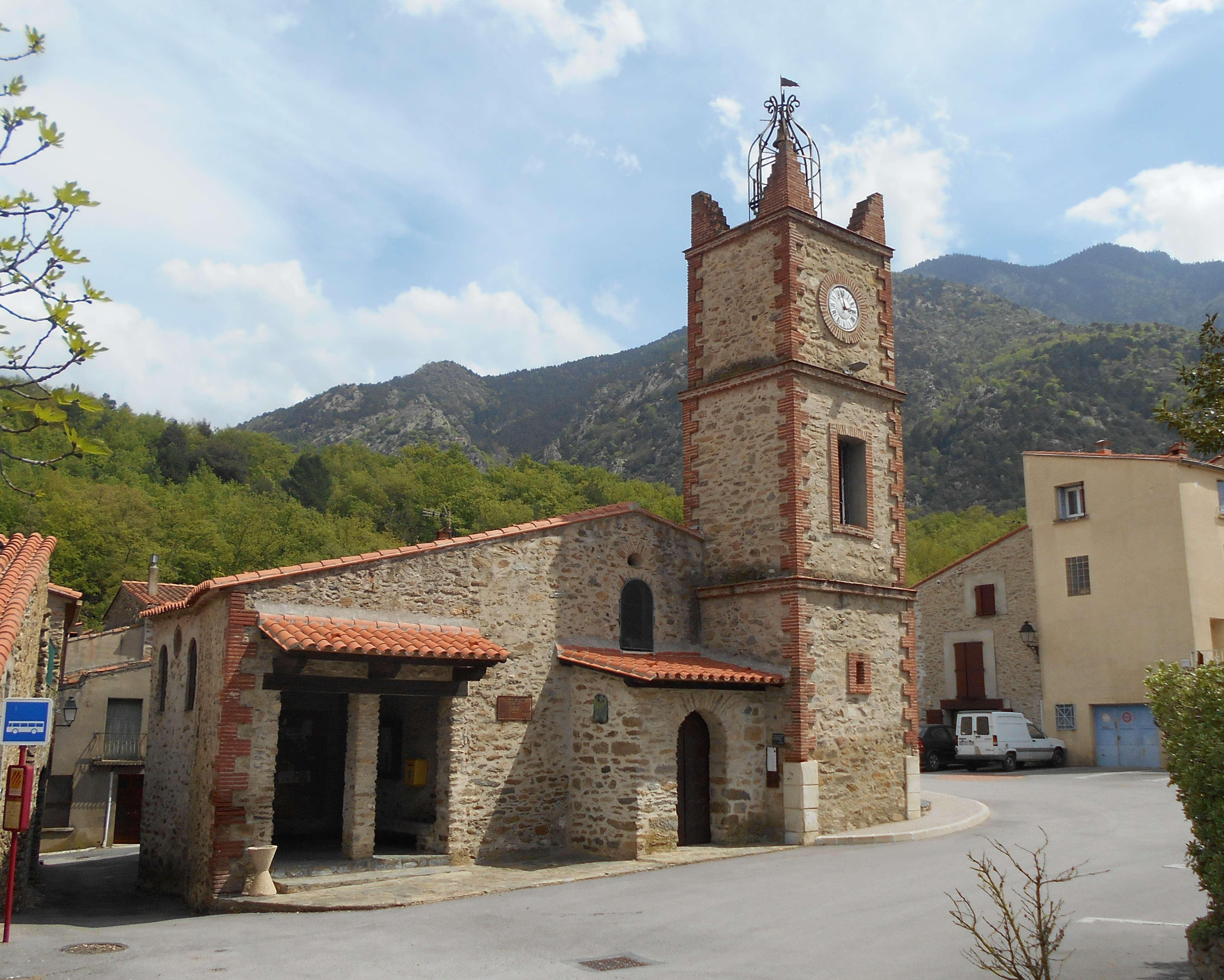
Façade occidentale porche et clocher avec son campanile
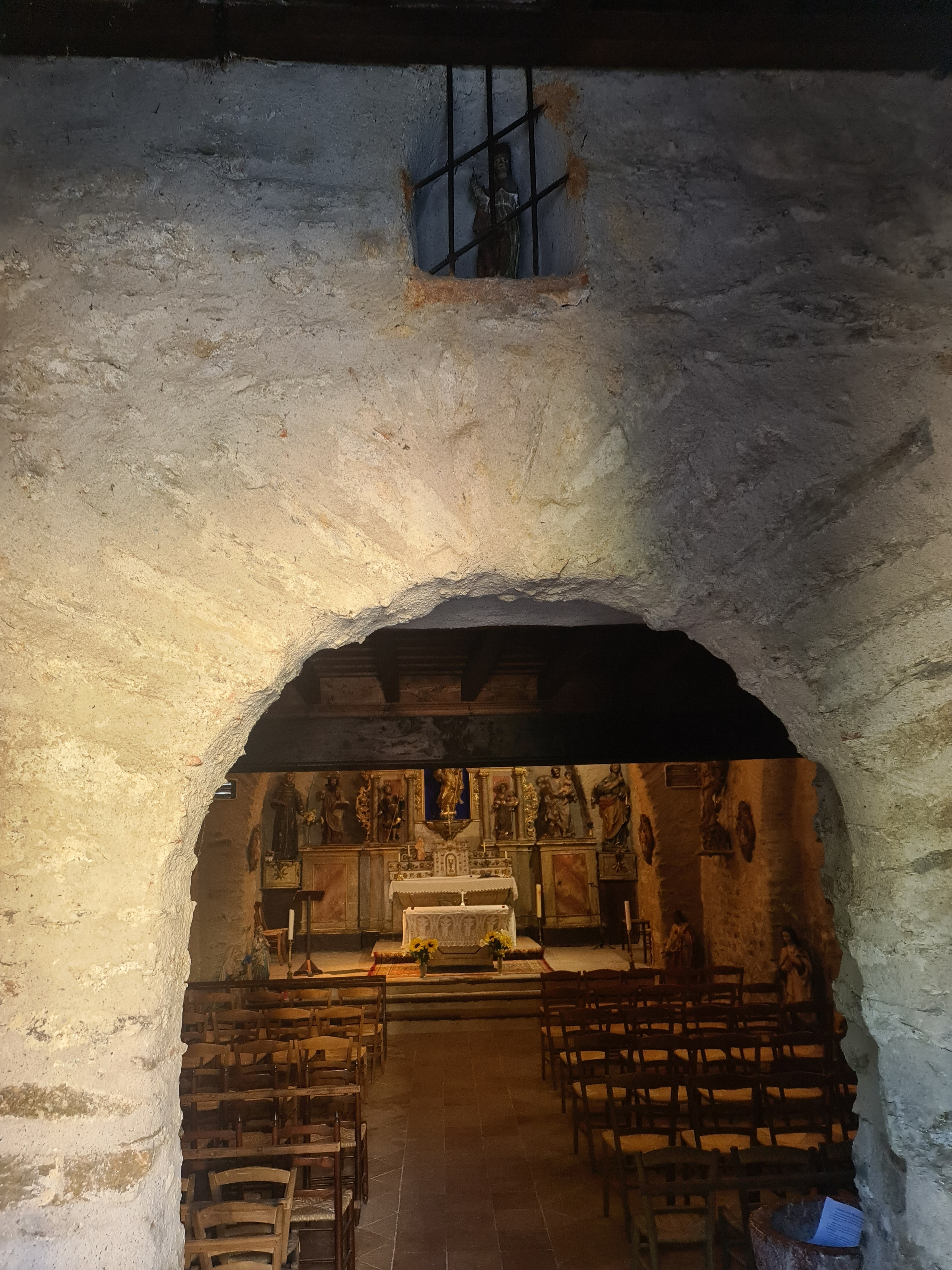
Arc de l'entrée occidentale
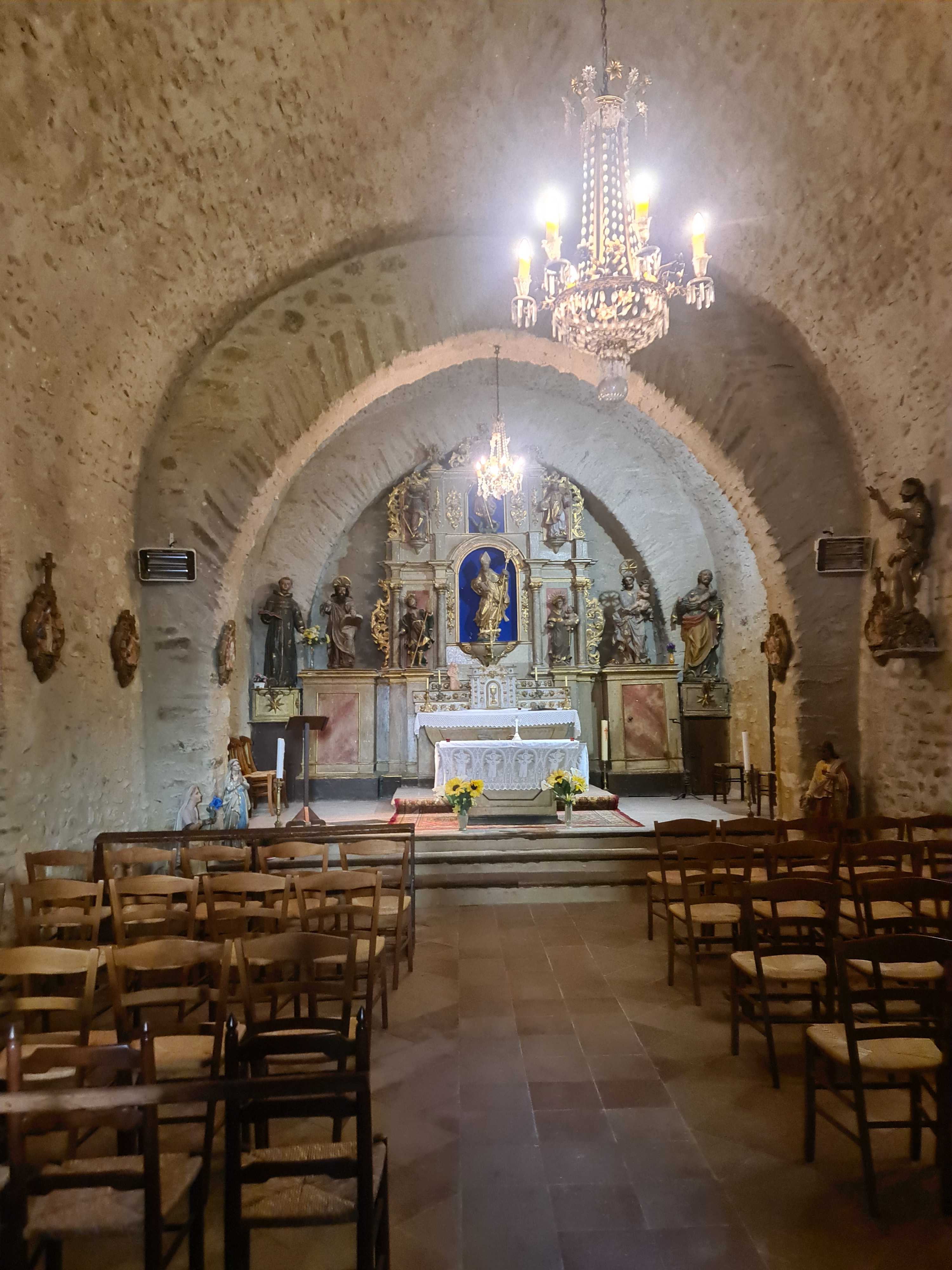
Nef et chœur
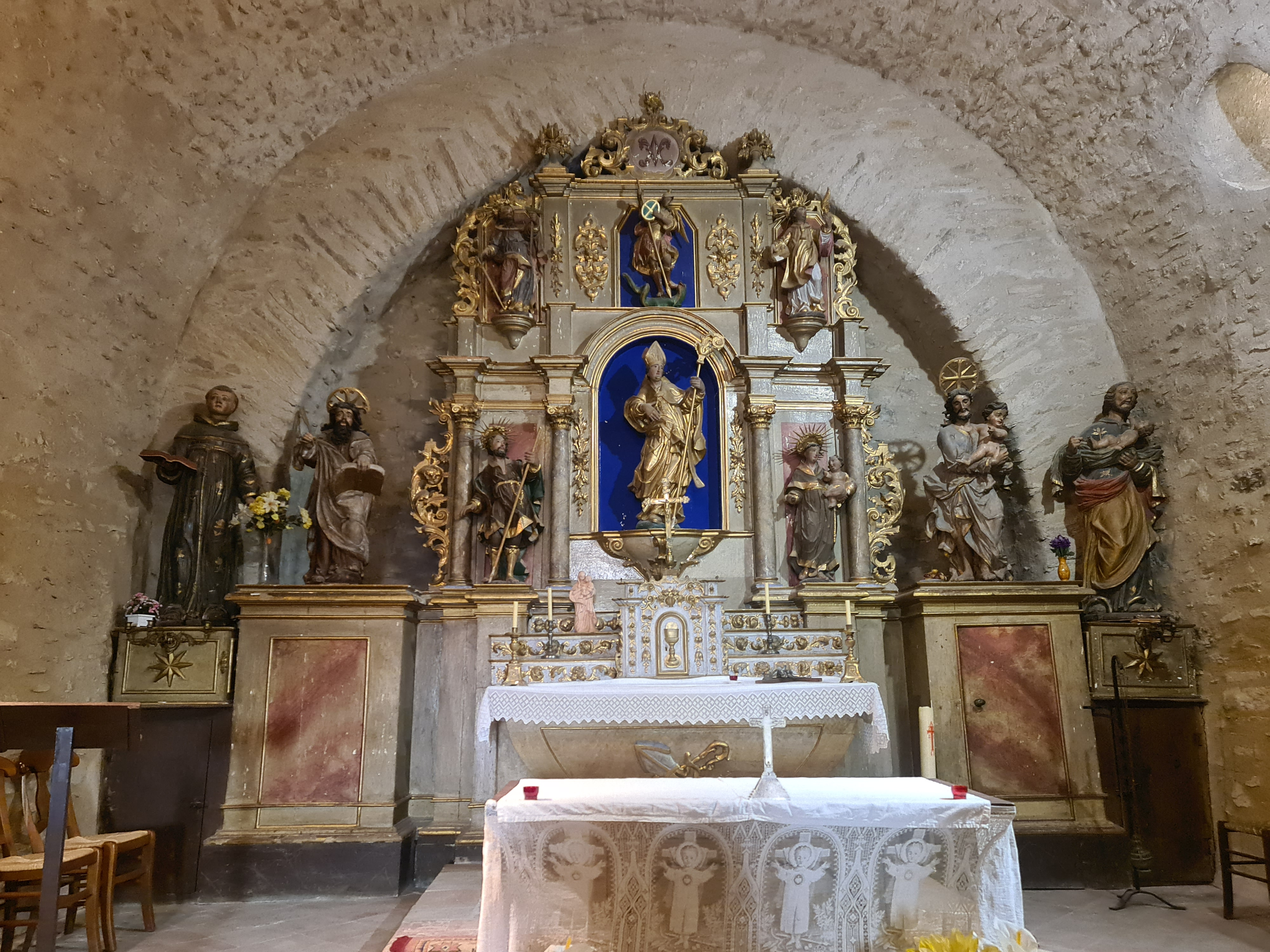
Retable

### Mobilier
Une riche et nombreuse statuaire peu répertoriée, un retable baroque du XVIIe siècle(?) et dans une petite chapelle au nord en entrant dans la nef des peintures murales, la Vierge et saint Jean, en lien avec un crucifix en bois (vers 1700) sont mis en valeur. L'abbaye Saint-Martin du Canigou qui a récupéré en 2008 des reliques de saint Gaudérique, expose dans un enfeu à côté du reliquaire une grande statue du saint présentée comme venant de Clara. Seul un chrémeau en étain, daté de 1610, est classé.

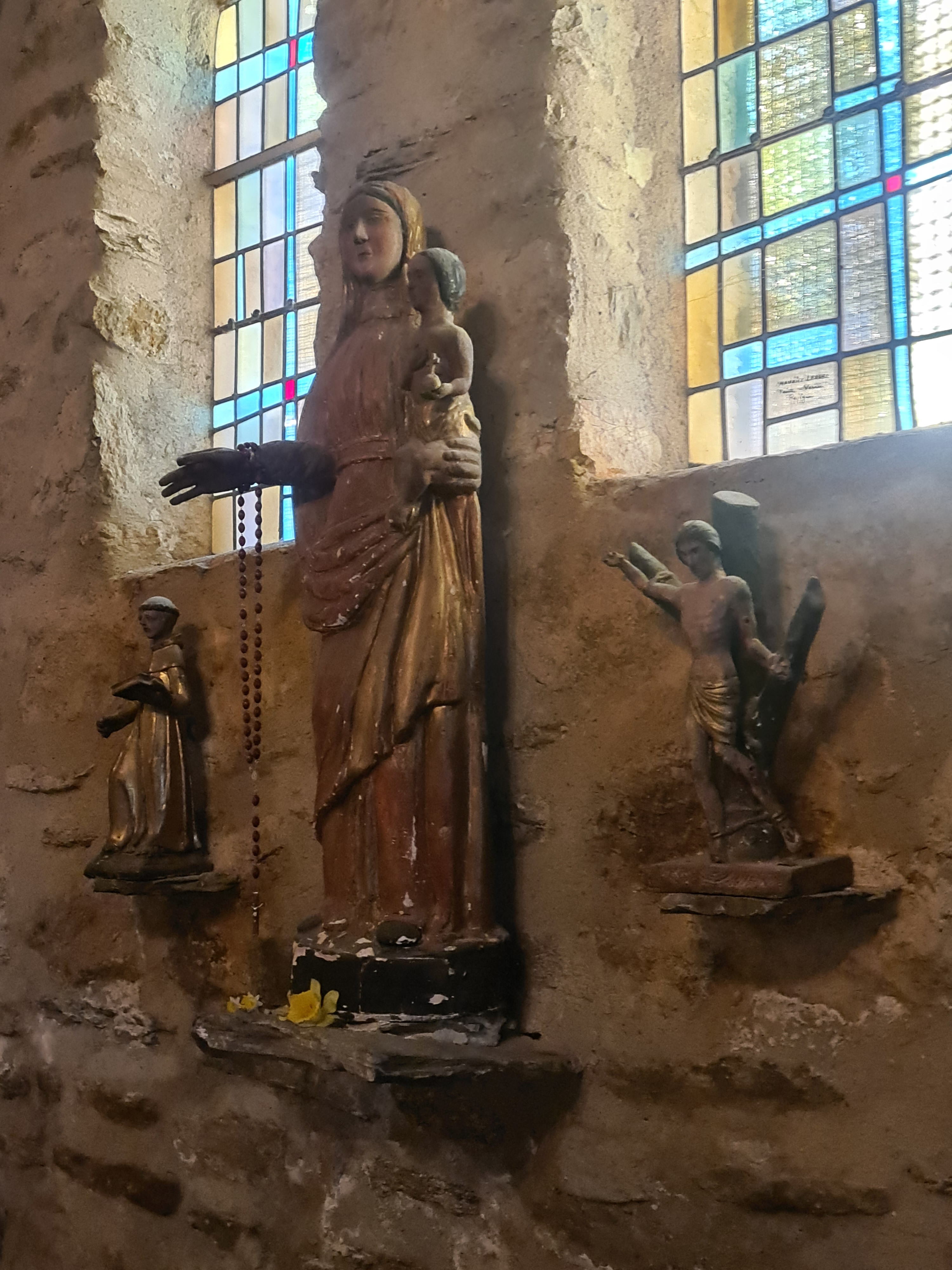
Vierge à l'enfant, XVIe, martyr de St André et moine bénédictin
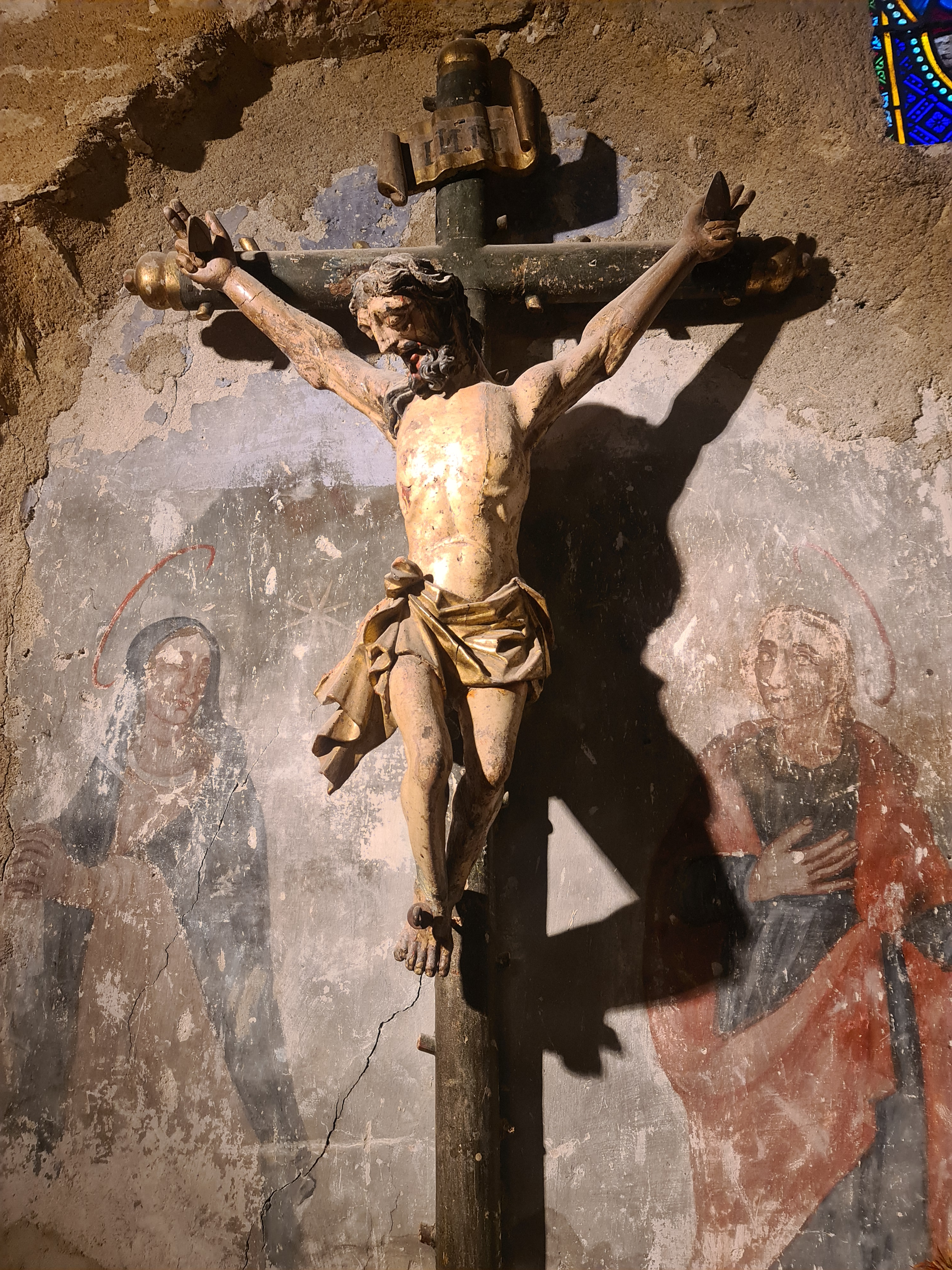
Crucifix et peintures murales
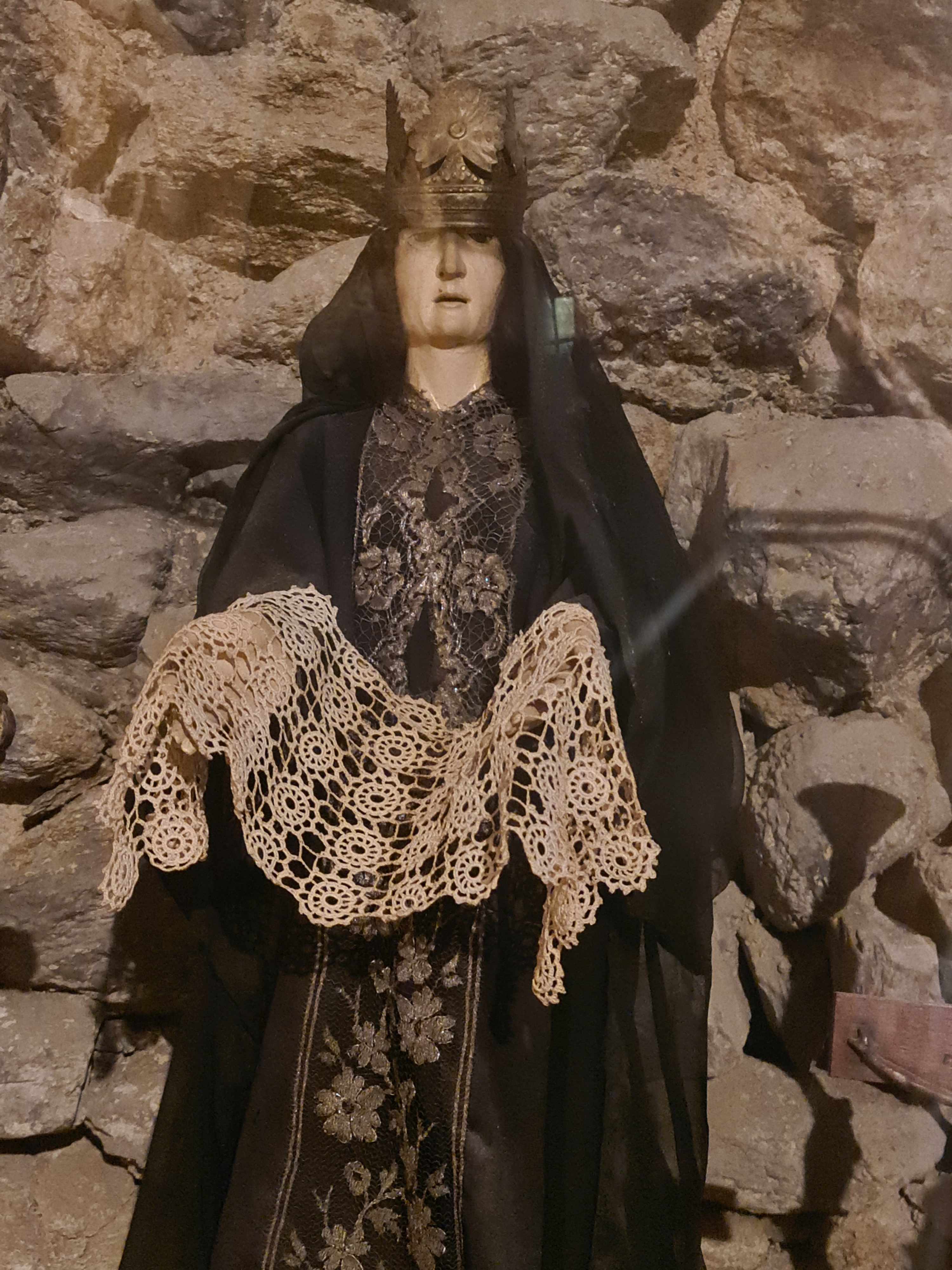
Vierge noire
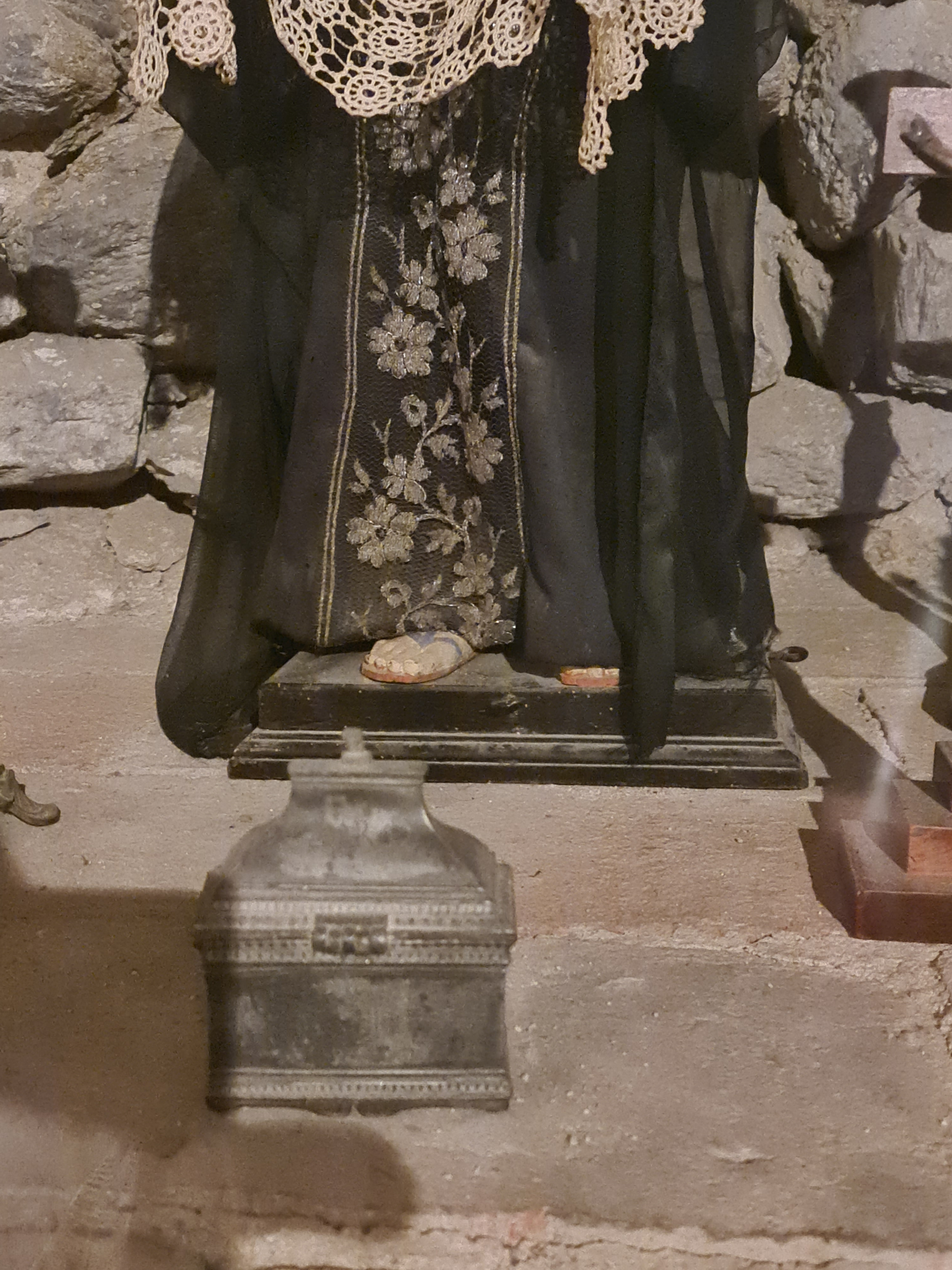
Chrémeau (ampoule aux saintes huiles) 1610
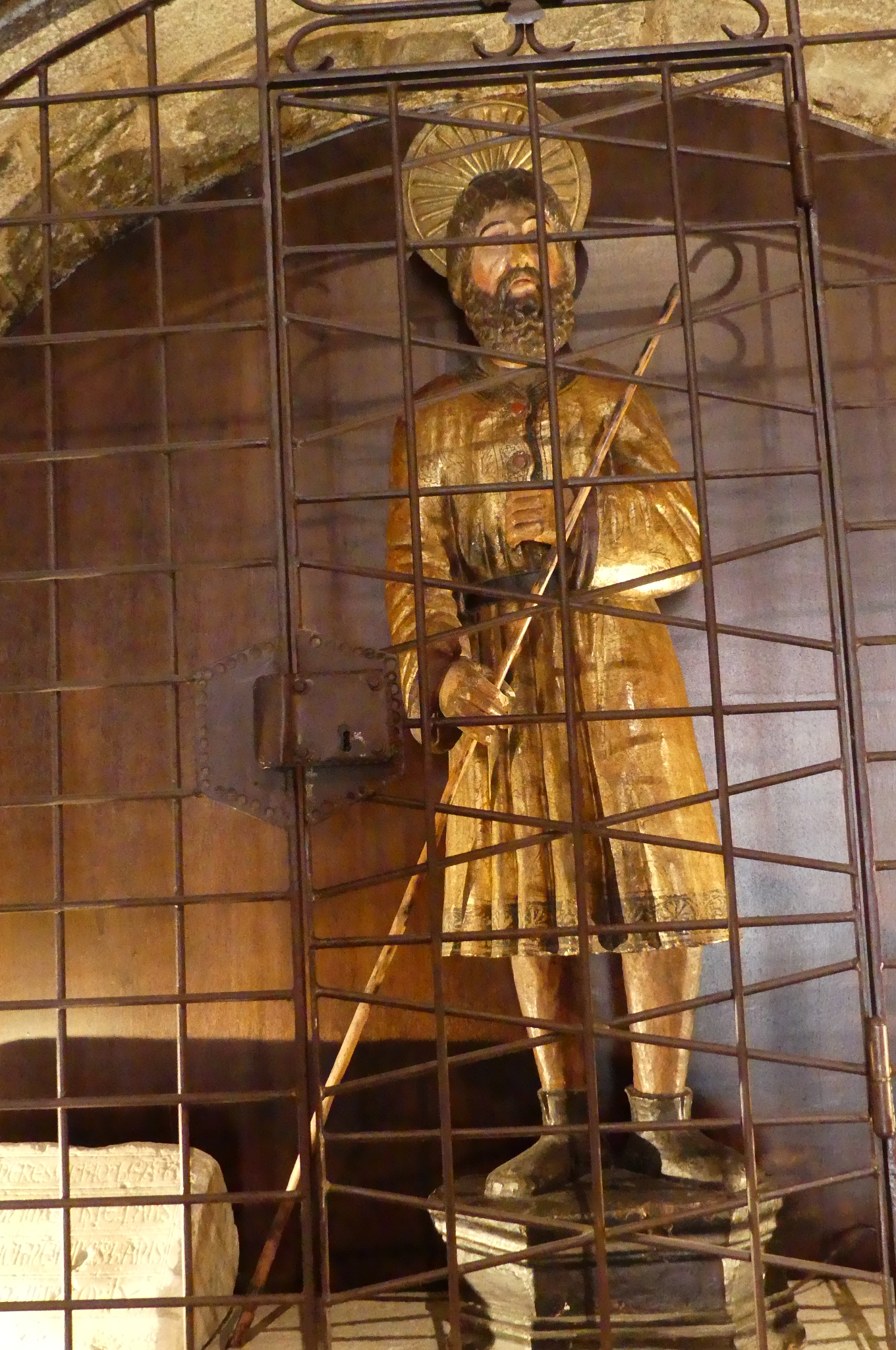
Saint Gaudérique à Saint Martin du Canigou présenté comme venant de Clara